# Ann Caracristi

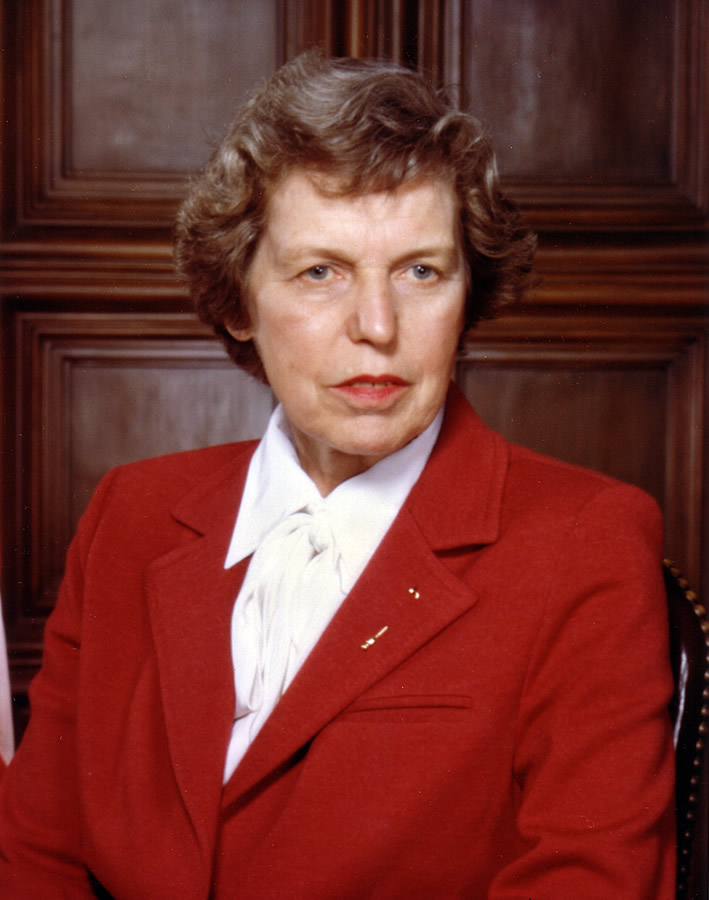
Ann Caracristi (ca. 1985).

Ann Zeilinger Caracristi (* 1. Februar 1921 in Bronxville (New York); † 10. Januar 2016 in Washington, D.C.) war während des Zweiten Weltkriegs eine amerikanische Kryptoanalytikerin. Anfang der 1980er-Jahre wurde sie stellvertretende Direktorin (Deputy Director) der National Security Agency (NSA).

## Leben

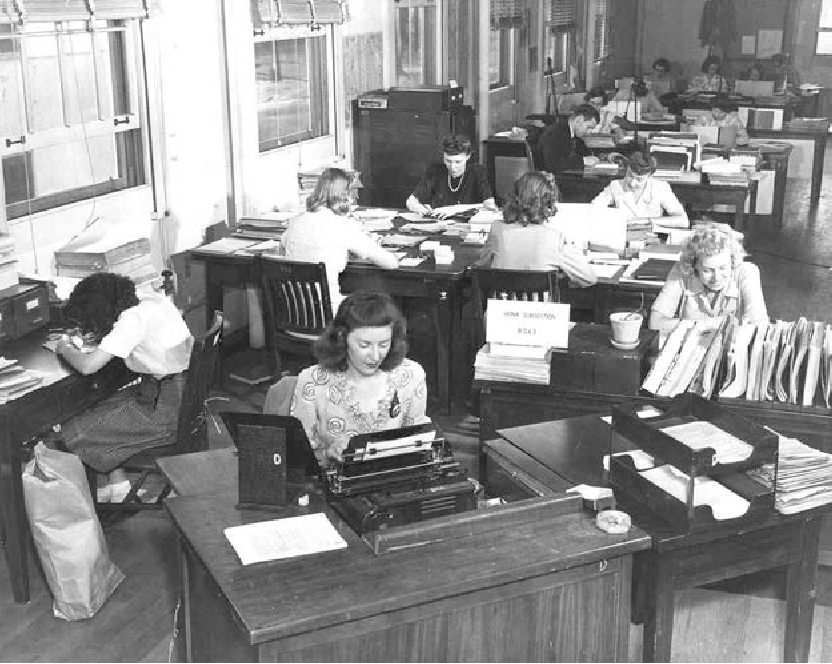
Angestellte bei der Arbeit beim SIS in Arlington Hall. Am rechten Bildrand: Ann Caracristi (ca. 1944).

Ann Caracristi wurde als Tochter von Virginius und Jessie Caracristi in einem New Yorker Vorort, etwa 20 km nördlich von Manhattan, geboren. Nach ihrem Abschluss am Russell Sage College mit einem Bachelor of Arts (B. A.) in Englisch und Geschichte, trat sie 1942 dem Signal Intelligence Service (SIS) der U.S. Army bei. Nachdem sie dort zunächst als Code Girl gearbeitet hatte, wurden schnell ihre Führungsqualitäten erkannt und sie erhielt im März 1943 die Leitung einer Forschungsabteilung mit zehn Angestellten, deren Aufgabe es war, Verschlüsselungen der japanischen Armee zu brechen. In dieser Funktion blieb sie bis zum Victory over Japan Day (V-J Day) im August 1945.
Ab 1946 arbeitete sie für die Army Security Agency (ASA), die in Nachfolge des SIS kurz nach dem Krieg gegründet worden war. Danach wechselte sie zu deren Nachfolgeorganisation, der NSA, und stieg dort bis zur stellvertretenden Direktorin (Deputy Director) auf. Sie hatte diese Position von April 1980 bis Juni 1982 inne und ging danach, im Alter von 61 Jahren, in den Ruhestand.
Im Jahr 1980 hatte sie den Department of Defense Distinguished Civilian Service Award erhalten, die höchste zivile Auszeichnung, die das Verteidigungsministerium der Vereinigten Staaten zu vergeben hat. Zwei Jahre später, 1982, verlieh ihr der 40. Präsident der Vereinigten Staaten, Ronald Reagan, eigenhändig die National Security Medal.
Auch nach ihrer Pensionierung war sie in zahlreichen Gremien aktiv. Dazu gehörten in der Zeit von 1993 bis 2001 das President’s Intelligence Advisory Board (PIAB), ein Beratergremium des Executive Office of the President (EOP), sowie das Intelligence Oversight Board und der Wissenschaftliche Beirat der NSA.
Im Jahr 2012, also noch zu ihren Lebzeiten, wurde sie in die Hall of Honor, die „Ehrenhalle“ der NSA aufgenommen.
Ann Zeilinger Caracristi wurde 94 Jahre alt.